# Casapozzano
Casapozzano, detta anche Casapuzzano è una frazione del comune di Orta di Atella, provincia di Caserta in Campania.

## Geografia fisica
Si trova nel territorio dell'agro aversano, sulla pianura campana, nella zona nord dei comuni di Orta di Atella e Succivo, in direzione Marcianise. Il territorio è prevalentemente pianeggiante e caratterizzato da un paesaggio agricolo.

## Storia
Il borgo risale sin dall’XI secolo, e vide protagonisti i fratelli Mosca.
Il nome deriva dal latino Casapuctianum (territorio del pozzo), fu appunto dato per via dei numerosi pozzi presenti nella zona rurale, dove la popolazione attingerva l’acqua.
Nel periodo medievale il borgo appartenne al Ducato di Benevento e fu molto probabilmente uno dei primi possedimenti dei Normanni in Campania.
Durante il periodo medievale fu costruito il Castello di Casapozzano, un luogo simbolo del borgo.

## Monumenti e luoghi d'interesse
- Il castello di Casapozzano di origine medievale inizialmente appartenne alla famiglia Filangieri della Berlingeria de Sangro,[3] in seguito appartenne ai Capece Minutolo per numerose generazioni dal 1378 fino ai primi del 1700, il castello fu restaurato a cura del Cardinale Enrico Capece Minutolo, Arcivescovo di Napoli.

Alla fine del XVIII secolo, Vincenzo Capece Minutolo sposò l'irlandese Alicia Higgins che restaurò l'antico palazzo con opere architettoniche inglesi del ‘700.
Successivamente ai Capece Minutolo il castello fu acquistato dagli eredi della famiglia Del Balzo.